# Elkalyce formosana
Elkalyce formosana is een vlinder uit de familie van de Lycaenidae. De wetenschappelijke naam van de soort is voor het eerst geldig gepubliceerd door Matsumura.